# ピート・ハット
ピート・ハット（蘭・英：Piet Hut、1952年9月26日 - ）は、オランダ出身でアメリカ合衆国を中心に研究活動を行う天体物理学者。専門の高密度恒星系のN体シミュレーションに留まらず同時に計算機科学、認知心理学、哲学に及ぶ幅広い学際分野での共同研究を行う。表記ゆれでピエト・ハットとも。
アメリカ合衆国ニュージャージー州のプリンストン高等研究所で学際研究プログラムの責任者を務める。小惑星ピートハット(17031 Piethut)は、惑星系力学に貢献したことと、地球への小惑星衝突の防止に焦点を当てたB612財団を共同で設立したことから彼の名に因み名付けられた。

## 人物・来歴
オランダ時代のハットは、ユトレヒト大学のマルティヌス・フェルトマンのもとで素粒子物理学、アムステルダム大学のエド・ファン・デン・ホイフェルのもとで天体物理学と2つのPh.D.を同時に得た。カルフォルニア大学バークレー校の助教授を務めた後、1985年、32歳の時にプリンストン高等研究所の正教授に任用された。当時、彼はそこで指名された最年少の教授であった。
1996年よりオランダ王立芸術科学アカデミーのメンバーを務める。

## 天体物理学の研究
熟達した天体物理学者たるハットは、ジョシュア・バーンズ（Joshua Edward Barnes）と共に開発したバーンズ＝ハットシミュレーションのアルゴリズムでよく知られている。バーンズ＝ハット法は、ツリー型データ構造を用いることで多数の天体間の重力相互作用による運動の計算を大幅に高速化し、銀河の衝突といった問題を扱えるようになった。N体シミュレーションでの標準となっているバーンズ＝ハットシミュレーションのアルゴリズムは、計算複雑性（計算量）をn2のオーダーからn log n のオーダーに低減することができた。
ハットは疑似同時性（英: pseudo-synchronicity）の概念を導入した。これは後に系外惑星の潮汐進化の文献では広汎に引用されている。
また、ハットは、大学院生向けの教科書"The Gravitational Million Body Problem"を共著し、ピーター・ハットの"コートハンガー"シーケンスと呼ばれる整数列を考案し、（天体）物理学の研究と教育に仮想世界を利用した先駆者でもある。
ハットは、B612財団、MODEST、MICA、GRAPEプロジェクト、およびAMUSEの設立者に名を連ねている。

## 学際分野
ハットの学際的な研究は、4人の古生物学者、2人の地質学者、および1人の天体物理学者とともに『ネイチャー』でレビュー記事を編集した時の恐竜の絶滅を説明するための小惑星衝突の研究が始まりでした。彼はまた、計算機科学者や哲学者、認知心理学者との共同研究にも広く携わっている。
彼の業績が評価、注目されることで、インド、ダラムサラでのダライ・ラマと5人の物理学者のワークショップから、スイスでの世界経済フォーラム（ダボス会議）に至るまで様々なカンファレンスに招待され、フッサール・サークルのメンバーにも招待されている。
ハットは、また、キラ研究所の創設者の一人でもある。
ハットは、日本の東京工業大学地球生命研究所の主任研究者（参与、特任教授）も務める。

## 訴訟を巡るゴタゴタ
2000年7月、プリンストン高等研究所（IAS）は、ハットが2001年半ばまでに辞職すると約束した1996年の合意の履行を求めハットを連邦地方裁判所に提訴した。IAS所長のフィリップ・グリフィスによれば、ハットは天体物理学研究グループを牽引しゆくゆくはジョン・バーコール教授を継ぐことを期待されて雇われたにもかかわらず、求められた水準に達するような「役割を果たさなかった」とされた。一方、ハットの言い分では、第一に彼の研究の成果は劣っている訳ではなくただ見方によって流行遅れにみえるだけであると、第二にいずれの契約もサインするように強いられたとした。多くの著名な天体物理学者がハットの研究成果の質について擁護した一方で、創造的な研究成果を生み出す終身雇用資格（テニュア）の意義を重視する立場の人もいた。この件は、結局、裁判ではなく話し合いにより、ハットがIASの自然科学部門からは退き、新たに学際研究プログラムを設け、その責任者に転じるということで和解に達した。